# Dorpenomloop Rucphen
La Dorpenomloop Rucphen (oficialmente: Rabobank Dorpenomloop Rucphen) es una carrera ciclista profesional de un día neerlandesa que se disputa en Rucphen (Brabante Septentrional) y sus alrededores, en el mes de marzo.
Se creó en 1974 como amateur y se mantuvo así hasta 2009, por ello la mayoría de sus ganadores han sido neerlandeseses. Tras no realizarse en 2010, volvió en 2011 como competencia ser profesional formando parte del UCI Europe Tour, dentro de la categoría 1.2 (última categoría del profesionalismo).

## Palmarés
En amarillo: edición amateur.
| Año  | Ganador                                        | Segundo                                        | Tercero                                        |
| ---- | ---------------------------------------------- | ---------------------------------------------- | ---------------------------------------------- |
| 1986 | Ton Akkermans                                  | Gerrie Smit                                    | Patrick Bol                                    |
| 1987 | Patrick Tolhoek                                | Johnny Broers                                  | Adrie Kools                                    |
| 1988 | Rob Bijvank                                    | Hennie Beijer                                  | Ruud Brouwers                                  |
| 1989 | Jannes Slendebroek                             | Jos Bol                                        | Freddy Wolsink                                 |
| 1990 | Wietse Veenstra                                | Rob Mulders                                    | Frank Van Veenendaal                           |
| 1991 | Wietse Veenstra                                | Gino Jansen                                    | Anton Tak                                      |
| 1992 | Peter Heeren                                   | Corne Van Rijen                                | Steven De Jongh                                |
| 1993 | Jeroen Blijlevens                              | Wietse Veenstra                                | Jan Boven                                      |
| 1994 | Rob Compas                                     | Roger Vaessen                                  | Jan Boven                                      |
| 1995 | Sandro Bijnen                                  | Louis De Koning                                | Jeroen Hermes                                  |
| 1999 | Ronald van der Tang                            | John den Braber                                | Sander Olijve                                  |
| 2000 | Sander Olijve                                  | Jan Hordijk                                    | Jarno Vanfrachem                               |
| 2001 | Jan Schilder                                   | Pascal Hermes                                  | Lex Nederlof                                   |
| 2002 | Martin Van Steen                               | Arthur Farenhout                               | Edward Farenhout                               |
| 2003 | François Franse                                | Julien Smink                                   | Marco Bos                                      |
| 2004 | edición no realizada                           | edición no realizada                           | edición no realizada                           |
| 2005 | Fulco Van Gulik                                | Niki Terpstra                                  | Marvin Van Der Pluijm                          |
| 2006 | Peter Woestenberg                              | Sjoerd Botter                                  | John den Engelsman                             |
| 2007 | Reinier Honig                                  | Lieuwe Westra                                  | Fulco Van Gulik                                |
| 2008 | Arne Hassink                                   | Rudy Vriend                                    | Luc Hagenaars                                  |
| 2009 | Johan Landström                                | Sjoerd Botter                                  | Marco Bos                                      |
| 2010 | edición no realizada                           | edición no realizada                           | edición no realizada                           |
| 2011 | Barry Markus                                   | Moreno Hofland                                 | Steve Schets                                   |
| 2012 | Giorgio Brambilla                              | Patrick Clausen                                | Angelo Furlan                                  |
| 2013 | Dylan Van Baarle                               | Daniel McLay                                   | Fabio Silvestre                                |
| 2014 | Michael Carbel                                 | Daniel McLay                                   | Johim Ariesen                                  |
| 2015 | Floris Gerts                                   | Tijmen Eising                                  | Elmar Reinders                                 |
| 2016 | Aidis Kruopis                                  | Antoine Demoitié                               | Coen Vermeltfoort                              |
| 2017 | Maarten van Trijp                              | Fabio Jakobsen                                 | Raymond Kreder                                 |
| 2018 | Mikkel Bjerg                                   | Rune Herregodts                                | Maarten van Trijp                              |
| 2019 | edición anulada por condiciones meteorológicas | edición anulada por condiciones meteorológicas | edición anulada por condiciones meteorológicas |
| 2020 | David Dekker                                   | Brenton Jones                                  | Matthew Bostock                                |
| 2021 | Elias Van Breussegem                           | Coen Vermeltfoort                              | Martijn Budding                                |
| 2022 | Maikel Zijlaard                                | Sasha Weemaes                                  | Timothy Dupont                                 |
| 2023 | Laurenz Rex                                    | Gianluca Pollefliet                            | Andrea Raccagni Noviero                        |
| 2024 | Johan Dorussen                                 | Huub Artz                                      | Henrik Pedersen                                |
| 2025 | Milan De Ceuster                               | Jonas Goeman                                   | Luke Verbug                                    |

## Palmarés por países
| País         | Victorias |
| ------------ | --------- |
| Países Bajos | 26        |
| Bélgica      | 3         |
| Dinamarca    | 2         |
| Suecia       | 1         |
| Italia       | 1         |
| Lituania     | 1         |